# Ask Jarl Tjørn
Ask Jarl Tjørn (Bærum, 2 de julio de 1996) es un deportista noruego que compite en remo. Ganó una medalla de bronce en el Campeonato Europeo de Remo de 2024, en la prueba de doble scull ligero.

## Palmarés internacional
| Campeonato Europeo | Campeonato Europeo | Campeonato Europeo | Campeonato Europeo |
| Año                | Lugar              | Medalla            | Prueba             |
| ------------------ | ------------------ | ------------------ | ------------------ |
| 2024               | Szeged (Hungría)   | Medalla de bronce  | Doble scull ligero |